# Adrian Lemeni
Nicolae Adrian Lemeni (n. 27 septembrie 1971, orașul Cugir, județul Alba) este un teolog român, care a îndeplinit funcția de Secretar de Stat pentru Culte în perioada 2005-2007 precum și din 2009 până în 2012. Doctor în teologie, Adrian Lemeni este conferențiar universitar la disciplinele de Teologie dogmatică și Teologie fundamentală din cadrul Facultății de Teologie Ortodoxă a Universității din București.
Adrian Lemeni a realizat două lucrări referitoare la relația dintre rațiune și credință în cadrul studiilor postdoctorale de la Institutul Catolic din Paris. A susținut cursuri universitare și postuniversitare, conferințe în țară și străinătate în domeniul relației dintre teologie și știință
Autor de cărți ( coordonator al volumului colectiv Apologetica ortodoxă , vol. I, Ed. Basilica, 2013,  Apologetica Ortodoxă, vol. II, Ed. Basilica, 2014,Adevăr și comuniune, Editura Basilica, Patriarhia Română, București, 2011, Aspecte apologetice contemporane, Editura ASAB, București, 2010, coordonator al volumului colectiv Repere patristice în dialogul dintre teologie și știință, Editura Basilica, Patriarhia Română, București, 2009,Dicționar de teologie ortodoxă-știință, scris împreună cu Pr. Dr. Răzvan Ionescu, Editura Curtea Veche, București, 2009, Teologie ortodoxă și știință, scrisă împreună cu Pr. Dr. Răzvan Ionescu, Editura Institutului Biblic și de Misiune al Bisericii Ortodoxe Române, București, 2007, ediția a doua revizuită și adăugită, Sensul eshatologic al creației, Editura ASAB, București, 2007, ediția a doua revizuită, coautor la cartea Teologie și știință, coordonată de Pr. Prof. Dr. Dumitru Popescu, Editura Eonul dogmatic: XXI, 2001), studii și articole focalizate pe relația dintre teologie și știință, finalizând proiecte internaționale de cercetare în domeniul relației dintre teologie și știință.
Director al Centrului pentru Dialog și Cercetare în Teologie, Filosofie și Știință din cadrul Facultății de Teologie Ortodoxă, Universitatea din București; director al Școlii Doctorale din cadrul Facultății de Teologie Ortodoxă Justinian Patriarhul, Universitatea din București .

## Cariera profesională
Nicolae Adrian Lemeni s-a născut la data de 27 septembrie 1971 în orașul Cugir (județul Alba). A absolvit cursurile Colegiului “David Prodan” din orașul Cugir, profilul matematică-fizică (1986-1990), după care a studiat în perioada 1990-1995 la Facultatea de Mecanică, Secția Ingineria Sistemelor de Producție din cadrul Universității Politehnice din Timișoara, obținând diploma de inginer mecanic, cu media generală de licență 9,47.
În perioada studenției la Politehnica din Timișoara, a avut ocazia să întâlnească o serie de mari părinți duhovnicești precum Pr. Cleopa Ilie, Pr. Sofian Boghiu, Pr. Arsenie Papacioc, Pr. Teofil Pârâian, Pr. Dumitru Stăniloae. Aceste întâlniri l-au determinat să urmeze studii teologice. 
Între anii 1994-1998 urmează cursurile Facultății de Teologie Ortodoxă a Universității din București, absolvindu-le ca șef de promoție, cu media generală de licență 10, tema lucrării de diplomă fiind "Transcendența și imanența lui Dumnezeu față de creație". Își perfecționează pregătirea teologică urmând între anii 1998-1999 studii aprofundate de Master în specializarea Doctrină și Cultură din cadrul aceleiași facultăți, susținând la absolvire teza de disertație cu tema: "Cosmos și știință. Evaluare teologică."
În perioada 1999-2002, este Doctorand la disciplina de Teologie dogmatică din cadrul Facultății de Teologie Ortodoxă din București, sub conducerea științifică a Pr. Prof. Acad. Dr. Dumitru Popescu, cu tema tezei de doctorat: "Sensul eshatologic al creației" susținută în iulie 2002. Urmează apoi un stagiu de cercetare și documentare la Institutul Ecumenic de la Bossey al Consiliului Mondial al Bisericilor de la Geneva (iunie-septembrie 2003) și studii postdoctorale la Institutul Catolic din Paris (2003-2004), realizând unui proiect de cercetare intitulat "Gnoseologia patristică și epistemologia științifică".
Începând din anul 2000, Adrian Lemeni lucrează ca lector universitar la Facultatea de Teologie Ortodoxă a Universității din București și predă disciplinele de Teologie dogmatică și Teologie fundamentală.
Adrian Lemeni a participat la 9 simpozioane din țară și străinătate și la două granturi internaționale. Este autorul cărții "Sensul eshatologic al creației" (Ed. ASAB, București, 2004) și coautor la cartea "Teologie și știință", coordonată de pr. prof. dr. Dumitru Popescu, (Ed. Eonul dogmatic: XXI, 2001). A semnat zeci de studii și articole în diverse reviste și ziare teologice, dintre care menționăm: "Microcosmos și macrocosmos" (2000), "Raționalitatea cosmosului. Repere patristice. Sfântul Atanasie cel Mare și Sfântul Maxim Mărturisitorul" (2001), "Teoria cosmologică a big bang-ului. Implicații filosofice" (2002), "Noua orientare cosmologică impusă de teoria relativității generalizate și de fizica cuantică-o șansă de întâlnire între teologie și știință" (2002), "Simbolistica religioasă-o trăsătură comună cosmologiei filosofilor ionieni și pitagoreici" (2002) etc. 
Lector dr. Adrian Lemeni a fost numit în data de 27 ianuarie 2005 în funcția de Secretar de Stat pentru Culte în cadrul Ministerului Culturii și Cultelor. El a fost nominalizat pentru această funcție de către Partidul Umanist Român, fără a avea însă vreun angajament politic. A fost înclouit din funcție la 22 iunie 2007. Pe data de 4 februarie 2009 devine din nou Secretar de Stat pentru Culte, în cadrul Ministerului Culturii, Cultelor și Patrimoniului Național, iar din 21 ianuarie funcția sa trece sub autoritatea Primului Ministru, o dată cu numirea lui Kelemen Hunor ca ministru al Culturii.
Domnul Lemeni a mai ocupat și funcția de consilier personal al primului ministru Călin Popescu Tăriceanu. Profesorul Adrian Lemeni este căsătorit.

## Publicații
- Adevăr și comuniune, Editura Basilica, București, 2011 [3]